# Metropolitanska katedrala u Montevideu
Metropolitanska katedrala u Montevideu (špa. Catedral Metropolitana de Montevideo) je katedrala Rimokatoličke Crkve u glavnom gradu Urugvaja, Montevideu. Smještena je u elitnoj povijesnoj četvrti Ciudad Vieja.
Početci gradnje katedrale vežu se uz 1740. godinu, kada su španjolski kolonizatori postavili kamen temeljac za gradnju. 1790. nastavila se graditi u neoklasicističkom stilu. Gradnja crkve završena je 1804. godine, a posvećena je Bezgrešnom začeću Blažene Djevice Marije, Svetom Filipu i Jakovu Alfejevu.
Na glavnom oltaru nalazi se oltarna slika Djevice od trideset trojice, nebeske zaštitnice Urugvaja.
Radnim danom se svete mise održavaju u 17 sati, a nedjeljom u 11 i 17 sati.

## Vanjske poveznice
- (šp.) Službene stranice Nadbiskupije Montevideo  Arhivirana inačica izvorne stranice od 22. ožujka 2016. (Wayback Machine)